# LTS M62
Unter der Herstellerbezeichnung M62 lieferte die Lokomotivfabrik Luhansk (LTS) Diesellokomotiven an zahlreiche Staaten des Rates für gegenseitige Wirtschaftshilfe.

## Entwicklung
Zum Einsatz mit Güterzügen entwickelte die Lokomotivfabrik Luhansk (russisch Луганский тепловозостроительный завод, Luganski teplowosostroitelny sawod, Lugansker Diesellokomotivenfabrik; später Ворошиловградский тепловозостроительный завод Woroschilowgradski teplowosostroitelny sawod) in Luhansk (Sowjetunion, heute Ukraine) auf Basis der von 1958 bis 1961 gebauten Baureihe TE10 (ТЭ10) der Sowjetischen Eisenbahnen SŽD (СЖД) eine sechsachsige Diesellokomotive mit dieselelektrischem Antrieb. Aufgrund von Spezialisierungsabkommen sollte die Sowjetunion die Versorgung der RGW-Staaten mit Diesellokomotiven ab 2000 PS übernehmen. Erster Abnehmer der neuen Baureihe sollte die Ungarische Staatsbahn (MÁV) werden. Die dort vorgesehene Baureihenbezeichnung M62 wurde auch zur Herstellerbezeichnung der neuen Baureihe. In der Hauptsache betraf die Entwicklung die Anpassung an das mitteleuropäische Lichtraumprofil und die Auslegung des Bodenrahmens auf die Ausrüstung mit Seitenpuffern. Die Kopfstücke mit Pufferträgern fallen auch bei den breitspurig gelieferten Maschinen auf.
1964 wurden zwei Prototypen, die M62 01 und 02, an die SŽD ausgeliefert. 1965 begann die Serienlieferung an die MÁV. Ab 1966 erhielten auch die Polnischen Staatsbahnen (PKP), die Deutsche Reichsbahn (DR) sowie die Tschechoslowakischen Staatsbahnen Lokomotiven der Bauart M62. Anfangs als Exportlok gedacht, wurde die M62 ab 1970 (nach positiven Rückmeldungen seitens der Betreiber) auch an die Sowjetische Staatsbahnen geliefert. Später wurden auch Kuba und Nordkorea sowie Industriebahnen beliefert. Die Lieferungen endeten bei den meisten Bahnen zwischen 1975 und 1979. Lediglich Polen und Nordkorea wurde bis 1988 bzw. 1995 mit M62 beliefert. Die Sowjetischen Staatsbahnen erhielten allerdings noch bis 1994 auf der M62 basierende Nachfolgebauarten.
Die M62 ist als schwere sechsachsige Güterzuglokomotive konstruiert. Der Rahmen ist als selbsttragender Brückenrahmen aus zwei inneren Hauptlängsträgern aus Doppel-T-Trägern und zwei äußeren Längsträgern aus U-Profilen aufgebaut, die durch Deckbleche und die Zugkästen an den Frontseiten verbunden sind. Der Lokkasten ist aus gekanteten Profilen und gesickten Blechen geschweißt. Der Rahmen der dreiachsigen Drehgestelle besteht aus zwei äußeren Längs- und zwei inneren Querträgern und dem darüber angeordneten Drehzapfenträger. Der hierauf mit dem Drehzapfenlager aufgesetzte Lokkasten ist mit einer Abstützrückstelleinrichtung abgestützt.
Der Dieselmotor vom Typ 14 D 40, ein Zwölfzylinder-Zweitaktmotor, wurde von Lokomotivfabrik Kolomna zugeliefert. Entsprechend der Auslegung als Güterzuglokomotive besitzt die M62 keine Zugheizeinrichtung. Einsätze im Reisezugdienst waren daher auf wärmere Jahreszeiten beschränkt oder erforderten den Einsatz von Heizwagen bzw. von Wagen mit Eigenheizung.
Charakteristisches Merkmal der ersten Lieferserie der M62 (die noch ohne Schalldämpfer geliefert wurde) war das laute Auspuffgeräusch, das ihnen in der DDR zum Spitznamen „Taigatrommel“ verhalf. Die ersten gelieferten Maschinen wurden in den Ausbesserungswerken mit Schalldämpfern nachgerüstet, spätere Lieferserien erhielten die Schalldämpfer ab Werk.
In Deutschland, Tschechien und der Slowakei sind die M62 aus dem Dienst der Staatsbahnen ausgeschieden, in allen anderen Ländern sind sie noch im Einsatz. Einige M62 wurden jedoch von Privatbahnen übernommen.
Das Ziel einer einheitlichen Diesellokomotive der 2000-PS-Klasse für den RGW wurde nicht erreicht. Bulgarien und Rumänien beschafften mit Ausnahme der BDŽ-Baureihe 04 ausschließlich rumänische Diesellokomotiven, an Polen wurden diese zusätzlich zu den M62 geliefert.

## Einsatzgebiete der M62
Die M62 wurden weitgehend einheitlich für die verschiedenen Länder gebaut. Auffällige Abweichungen sind die großen Scheinwerfer der PKP-Loks sowie die Kopfstücke ohne Pufferträger und mit Janney-Kupplung in amerikanischer Höhe bei den kubanischen und nordkoreanischen Lokomotiven. Ansonsten sind Schrauben- und SA3-Mittelpufferkupplung gegeneinander tauschbar. Polen, Tschechoslowakei und Ungarn beschafften jeweils zusätzlich geringe Stückzahlen in der ansonsten nicht landestypischen russischen Breitspur für den Einsatz in Grenzgebieten und anschließende Breitspurstrecken, z. B. Bahnstrecke Uschhorod–Košice und Linia Hutnicza Szerokotorowa. Äußerlich sind ursprünglich breitspurige Drehgestelle an nur einem Bremszylinder pro Seite in Höhe des mittleren Radsatzes zu erkennen. Regelspurig gelieferte Drehgestelle weisen pro Seite zwei Bremszylinder auf. Die pneumatische Bremsausrüstung entspricht ebenfalls den Gepflogenheiten der Kunden.
Die gebraucht nach Korea verkauften Maschinen behielten ihre Kupplungsaufnahmen in europäischer Höhe und teilweise auch die Puffer. Diese Maschinen werden mit den auch in China verwendeten Adaptern gekuppelt.
Die folgende Tabelle zeigt die an die einzelnen Bahnverwaltungen und Industriebahnen gelieferten M62. Umsetzungen und Umbauten sind nicht berücksichtigt. Einige M62 wurden nach Aussonderung bei den Staatsbahnen an Privatbahnen verkauft, wobei sie teilweise außerhalb ihres bisherigen Heimatlandes eingesetzt werden.
In Nordkorea und Aserbaidschan wurden M62 bzw. 2M62 zu Elektrolokomotiven umgebaut.
| Land             | Bahnverwaltung         | Spurweite | Baureihe              | Baujahre  | Stückzahl | Nummernbereich                                                                                        | Ausmusterung                    |
| ---------------- | ---------------------- | --------- | --------------------- | --------- | --------- | --- | ------------------------------- |
| DDR              | Deutsche Reichsbahn    | 1435 mm   | V 200, später 120     | 1966–1975 | 378       | V 200 001 bis 314 120 001 bis 378                                                                     | bis 1994                        |
| DDR              | SDAG Wismut            | 1435 mm   | V 200                 | 1972–1978 | 15        | V 200 501 bis 515                                                                                     | bis 1998                        |
| DDR              | BKK Geiseltal          | 1435 mm   | V 200                 | 1973      | 3         | V 200 506 bis 508                                                                                     | bis 1993                        |
| Kuba             | FCC                    | 1435 mm   | M62-K, später 61      | 1974–1975 | 20        | K500 bis K519, später 61601–61620; 61621 später umgezeichnet aus entweder 61603 oder 61614            | ca. 2003, 61602 museal erhalten |
| Nordkorea        | Koreanische Staatsbahn | 1435 mm   | K62/신성 („Nova“)     | 1967–1995 | mind. 130 | 내연601 bis 665 (neu für DVRK) 내연701 bis 742 (Ex-DR/PKP/ŽSR) 내연801 mind. bis 873 (Ex-PKP/ŽSR/RŽD) |                                 |
| Polen            | PKP                    | 1435 mm   | ST44                  | 1966–1988 | 1114      | ST44-001 bis -1113 ST44-1500                                                                          |                                 |
| Polen            | PKP                    | 1520 mm   | ST44                  | 1977–1980 | 68        | ST44-2001 bis -2068                                                                                   |                                 |
| Polen            | Petrochemia Płock      | 1435 mm   | M62                   |           | 6         | M62 01 bis 06                                                                                         |                                 |
| Polen            | PPMPW                  | 1435 mm   | M62                   |           | 3         | M62 07 bis 09                                                                                         |                                 |
| Sowjetunion      | SŽD                    | 1520 mm   | M62                   | 1964–1976 | 723       | M62-1 M62-2 dann M62-1003 bis M62-1723                                                                |                                 |
| Sowjetunion      | Sowjetarmee            | 1520 mm   | DM62                  | 1982–1994 | 154       | DM62-1724 bis DM62-1877                                                                               |                                 |
| Tschechoslowakei | ČSD                    | 1435 mm   | T 679.1, später 781   | 1966–1979 | 575       | T679.1001 bis 1374 und 1400 bis 1600                                                                  | bis 2002                        |
| Tschechoslowakei | ČSD                    | 1520 mm   | T 679.5, später 781.8 | 1966      | 25        | T679.5001 bis 5025                                                                                    | bis 1991                        |
| Tschechoslowakei | Stahlwerk Košice       | 1520 mm   | keine                 |           | 2         | VSŽ1 bis 2                                                                                            | 1983/1988                       |
| Ungarn           | MÁV                    | 1435 mm   | M62                   | 1965–1974 | 273       | M62 001 bis 273                                                                                       |                                 |
| Ungarn           | MÁV                    | 1520 mm   | M62.5                 | 1970–1978 | 15        | M62 501 bis 515                                                                                       |                                 |
| Ungarn           | GySEV                  | 1435 mm   | M62.9                 | 1972      | 6         | M62 901 bis 906                                                                                       | bis 1996                        |

## Verwandte Baureihen
Die Sowjetunion beschaffte nur eine relativ geringe Anzahl der ursprünglichen M62, dafür aber große Stückzahlen abgewandelter Baureihen. Dies sind:
- 2M62 – Doppellokomotiven aus zwei M62 mit jeweils nur einem Führerstand, 2522 Einzeleinheiten von 1976 bis 1988
- 2M62U – verbesserte Variante der 2M62, erkennbar an Drehgestellen entsprechend der ТЭ109 (130 ff. DR), 776 Einzeleinheiten von 1987 bis 1994
- 3M62U – Dreifachlokomotive; 2M62U mit zusätzlichem Mittelteil ohne Führerstand, 312 Einzeleinheiten von 1985 bis 1992
- M62UP – verbesserte Variante der M62, 40 Lokomotiven, nur an Werkbahnen geliefert
- DM62 – Militärversion, zusätzlich nutzbar als Stromversorgungsanlage während der Fahrt und im Stand, erkennbar an Kästen und Klappen, die die Anschlüsse abdecken (z. B. unter den Betriebsnummernschildern an den Stirnseiten). Diese Maschinen laufen wie die der Reihe M62U auf den von der ТЭ109 bekannten Drehgestellen mit Achslagerführungen durch Lemniskatenlenker. Eingesetzt wurden sie unter anderem für die Bespannung der Eisenbahn-Raketen-Komplexe RT-23 »Molodez«. Maschinen dieser Bauart gelangten später auch in Staatsbahndienste.

An die Mongolische Staatsbahn (MTZ) wurden 16 M62M (entsprechend M62UP) und 66 2M62M (entsprechend 2M62U) geliefert. Die MTZ erwarb circa 2005 elf 2M62 aus dem SŽD-Bestand, die in 2M62M umbezeichnet wurden. Darüber hinaus wurden Lokomotiven dieser Baureihen nicht exportiert.

## Bilder

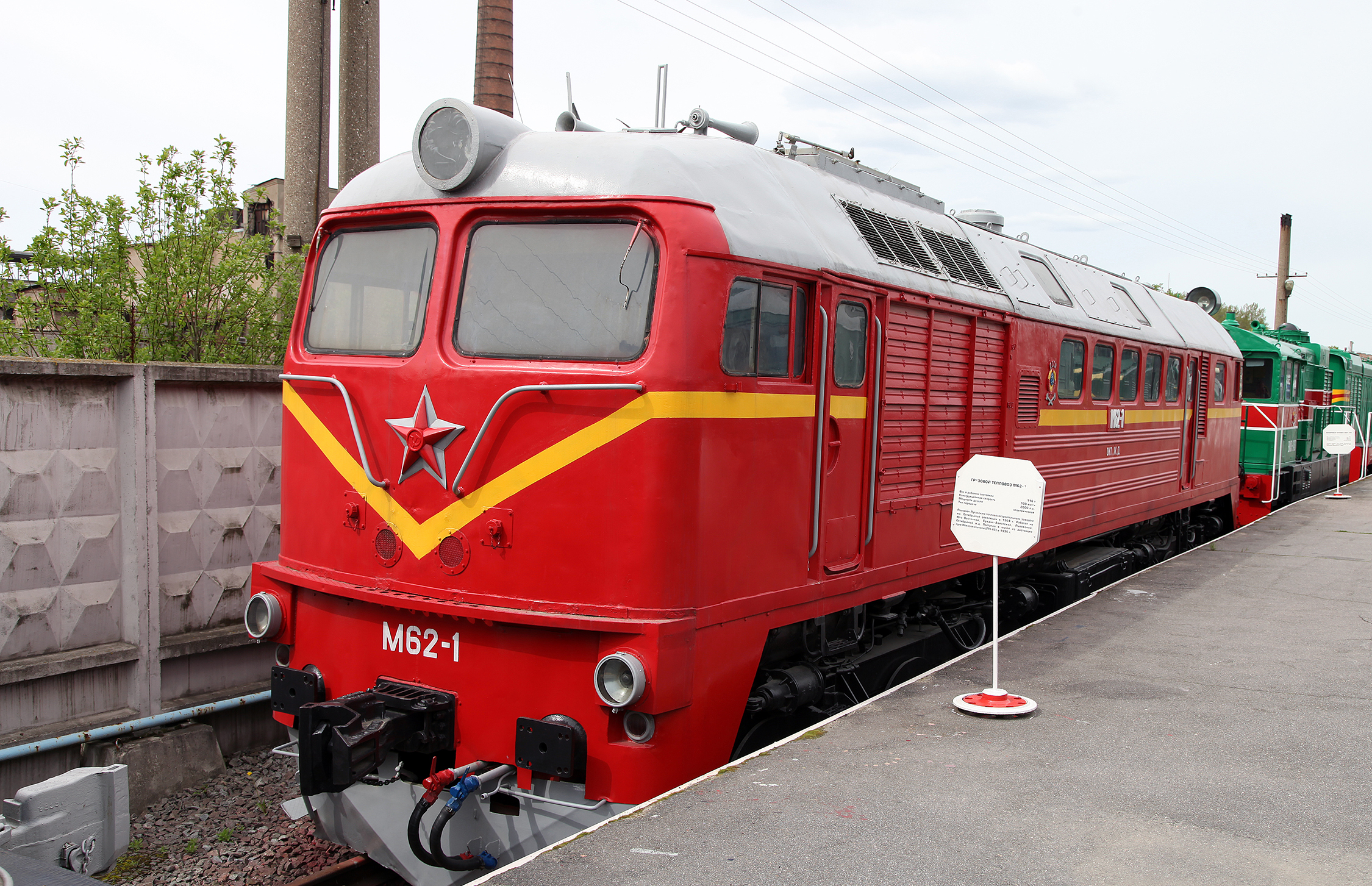
M62-1 der SŽD im Eisenbahnmuseum in Sankt Petersburg
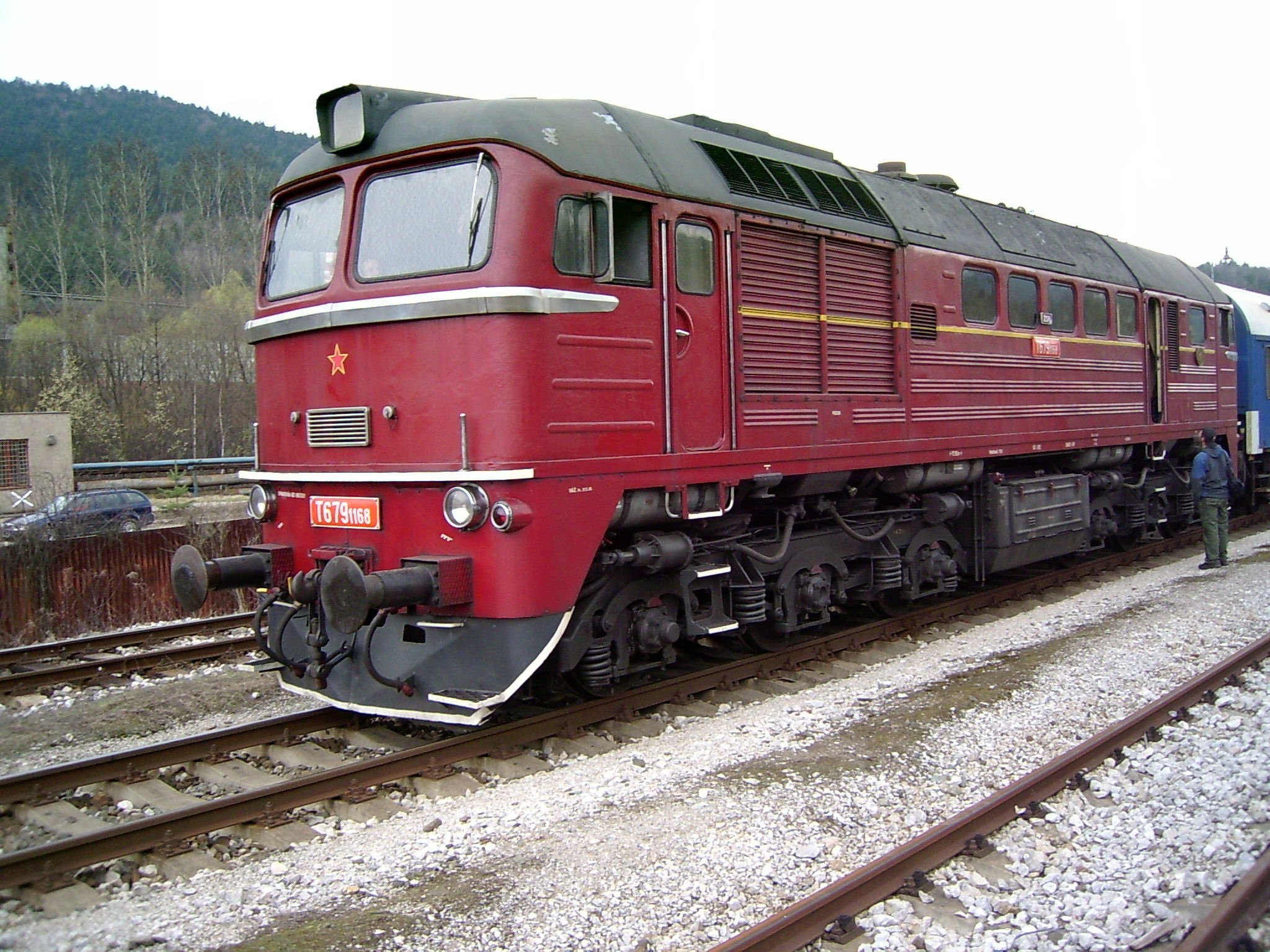
T679 1168 in der Slowakei im ursprünglichen Anstrich
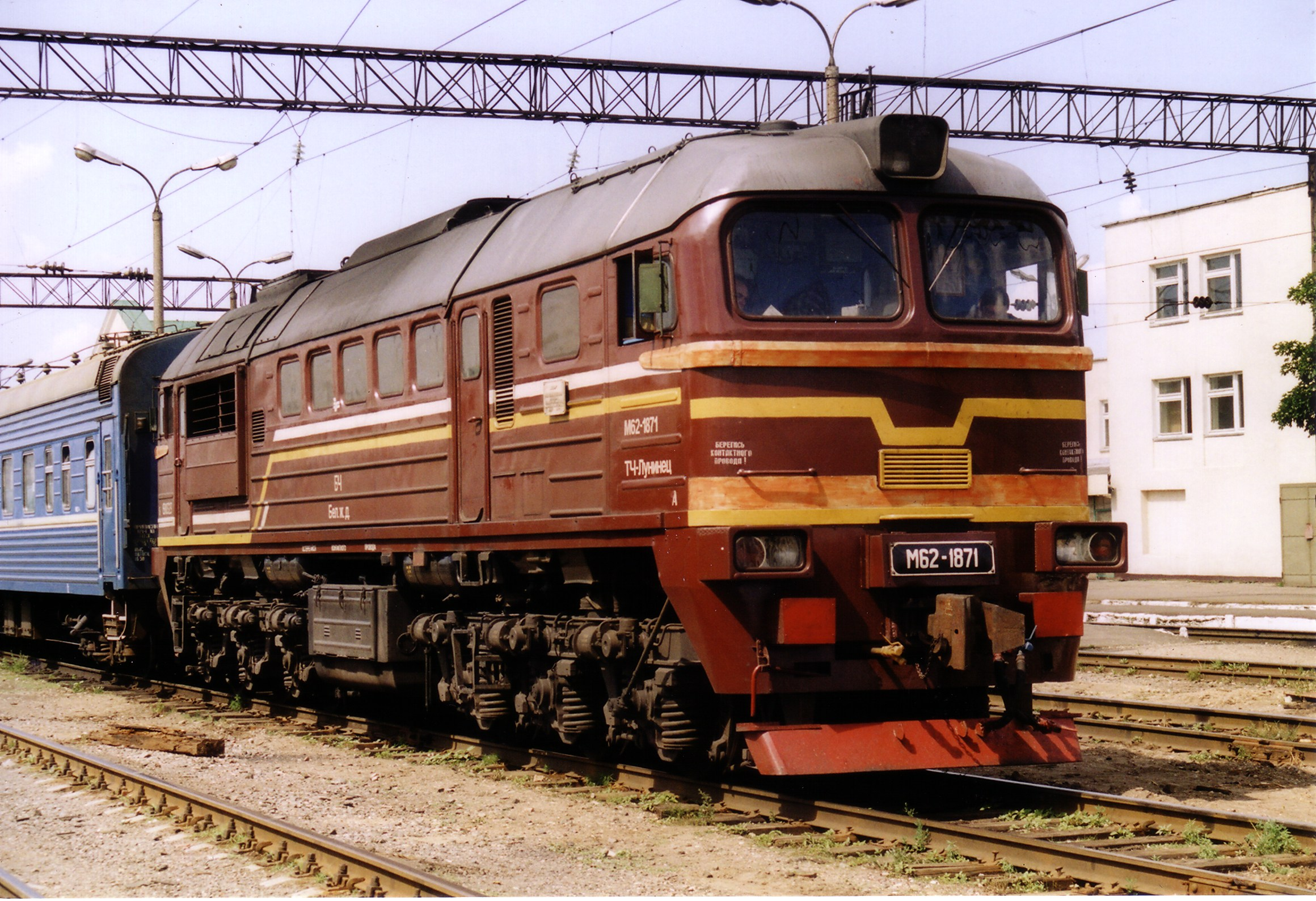
M62-1871, bei der belarussischen Eisenbahn zivil genutzte DM62
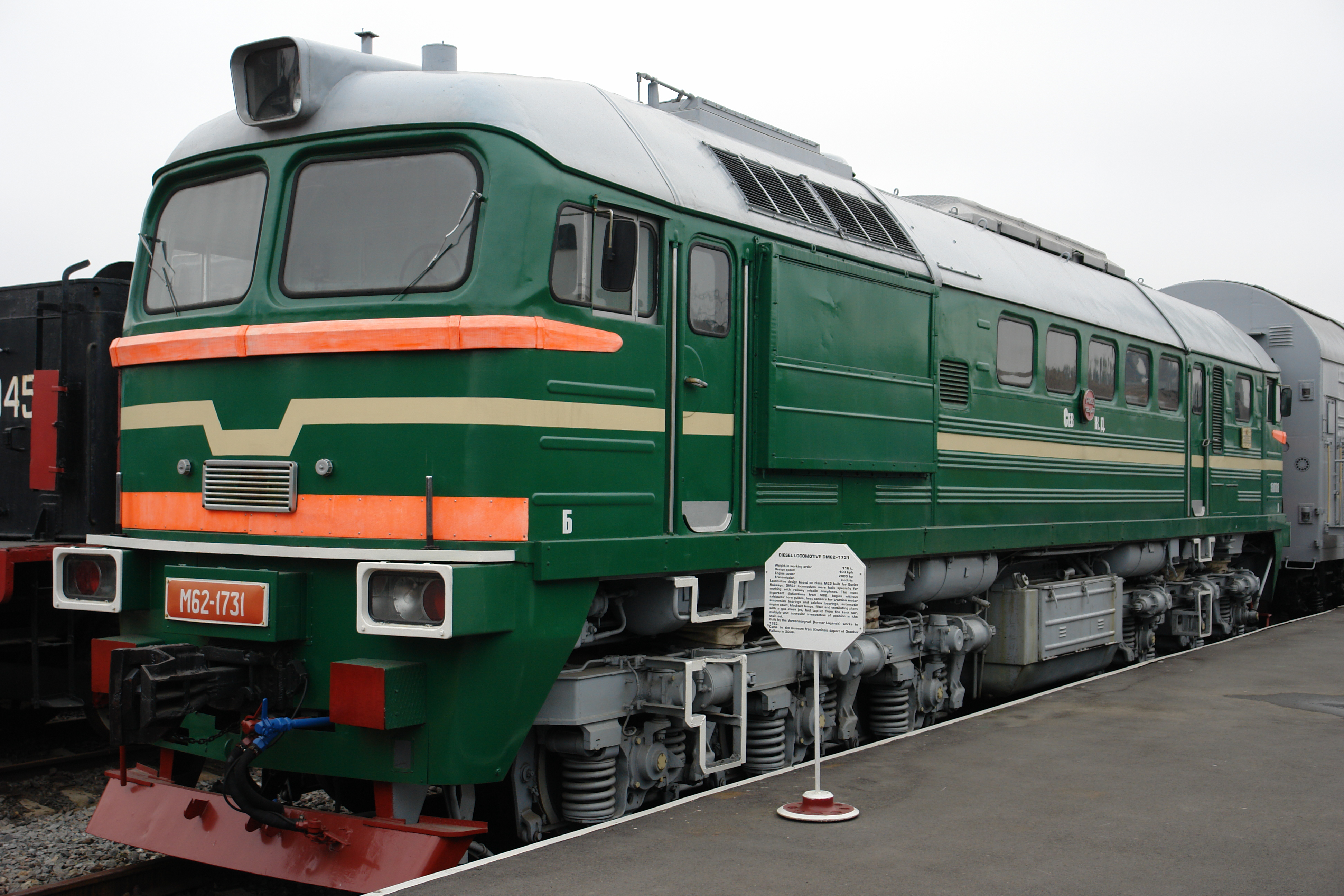
DM62 im Museum der Oktober-Eisenbahn in Sankt Petersburg
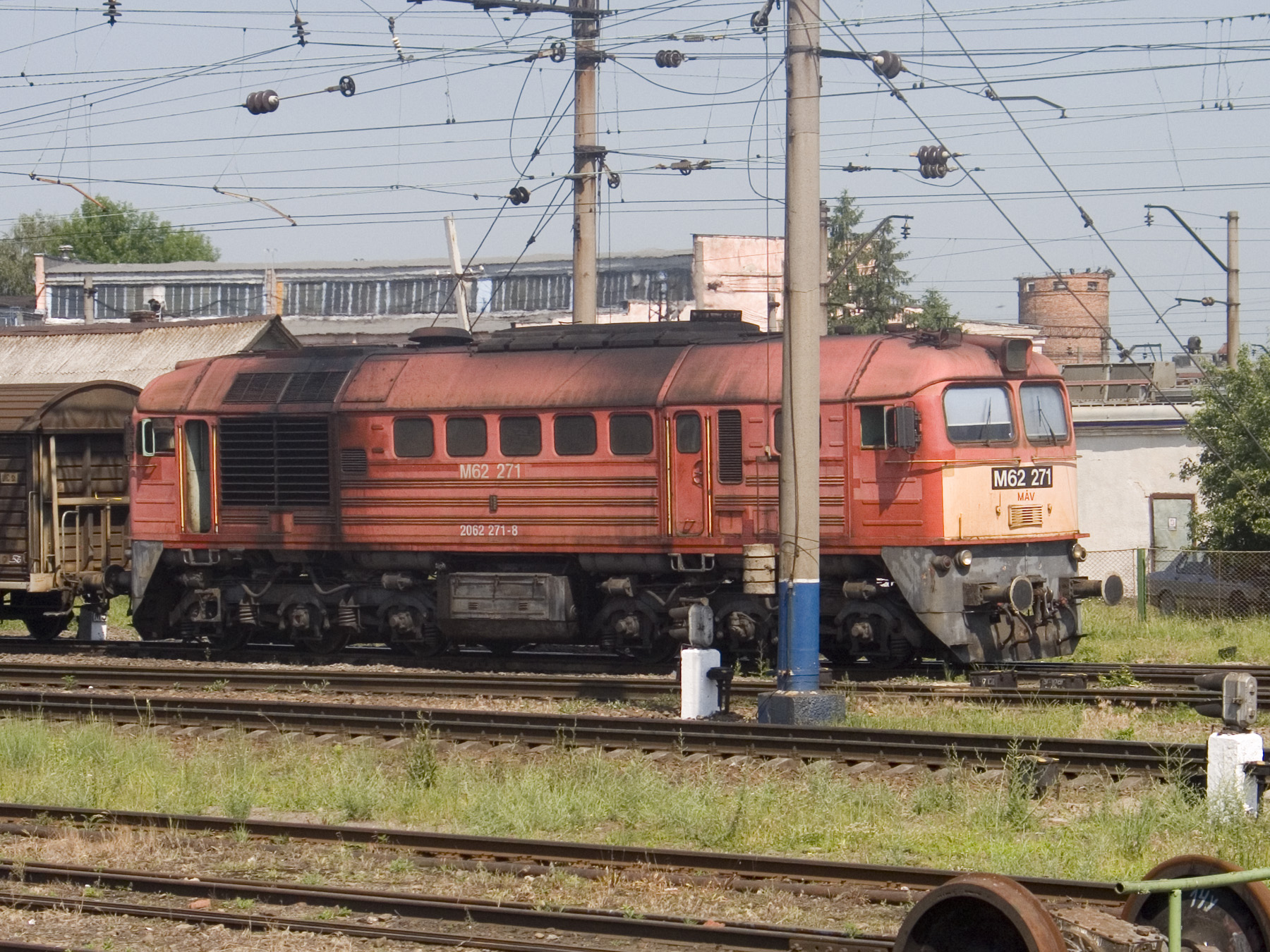
Ungarische Lokomotive M62 271
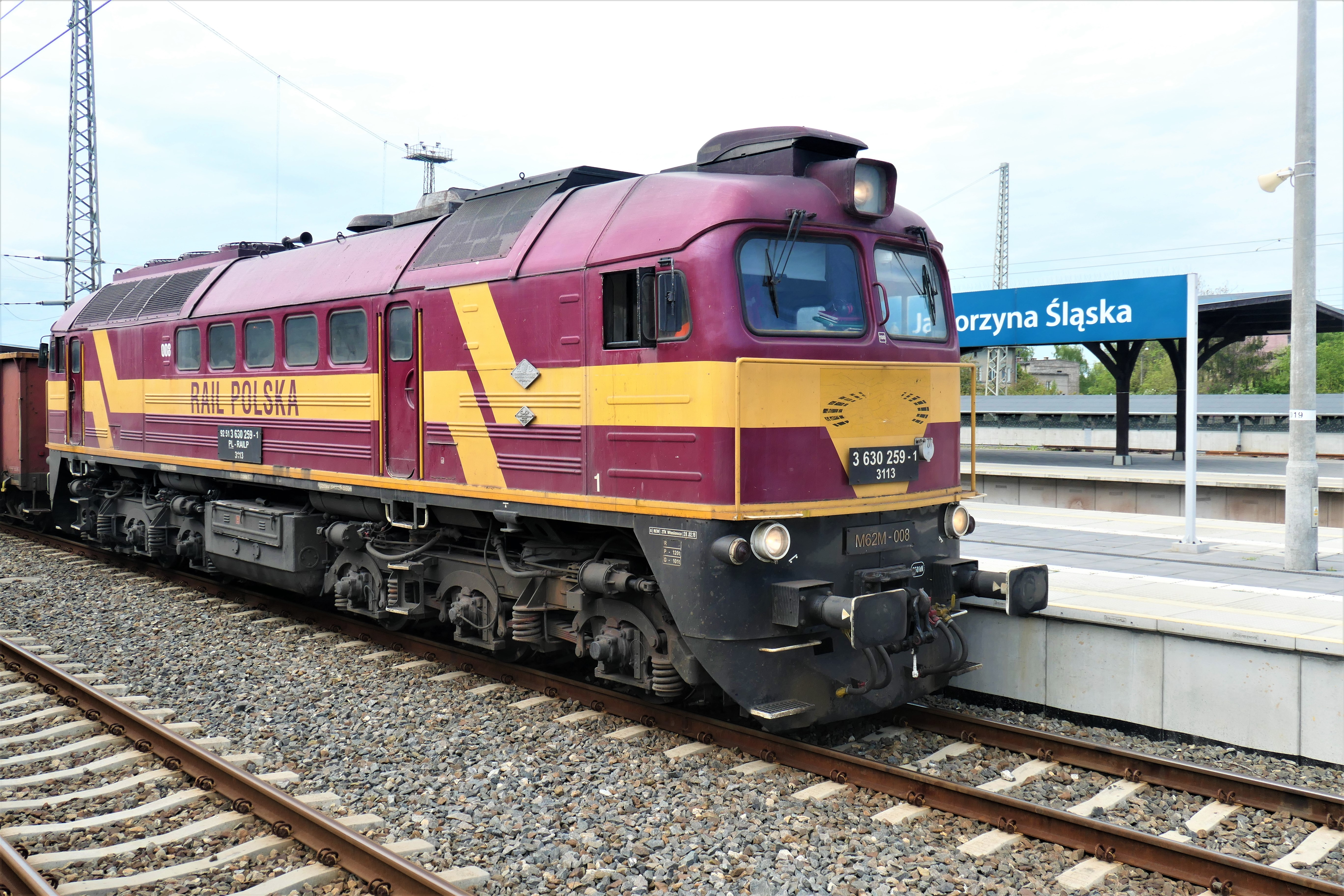
M62-008M von Rail Polska 2023 im Bahnhof Jaworzyna Śląska